# St. John's
St. John's je glavni grad države Antigva i Barbuda.
Ima 24 226 stanovnika (2000.).

## Znamenitosti
- Katedrala sv. Ivana iz 1845. Potresi su je prije toga dvapu rušili 1643. i 1745.

- Muzej Antigve i Barbude u zgradi bivšeg kolonijalnog suda iz 1747. Najstarija je zgrada u gradu.